# Michail Stoedenetski
Michail Vladimirovitsj Stoedenetski (Russisch: Михаил Владимирович Студенецкий) (Moskou, 16 maart 1934 - Moskou, 1 maart 2021) was een Russische basketbalspeler en basketbalcoach die uitkwam voor het nationale team van de Sovjet-Unie. Hij was voorgedragen voor de onderscheiding Meester in de sport van de Sovjet Unie in 1956 maar door een conflict met Dinamo coach Vasili Kolpakov kreeg hij hem niet. In 2003 kreeg hij deze als nog.

## Carrière
Stoedenetski speelde zijn gehele carrière bij Dinamo Moskou die begon in 1952. Met die club werd hij twee keer derde om het Landskampioenschap van de Sovjet-Unie in 1957 en 1958. Van 1955 t/m 1960 was hij aanvoerder van Dinamo. In 1959 speelde hij voor RSFSR Moskou en won hij goud op de Spartakiade van de Volkeren van de USSR. In 1956 werd hij tweede. In 1961 stopte hij met basketbal.
Met de Sovjet-Unie speelde Stoedenetski op de Olympische Spelen in 1956 en won de zilveren medaille. Hij won goud op het Europees kampioenschap in 1957 en 1959.
Hij overleed in 2021 door coronavirus.

## Erelijst
- Landskampioen Sovjet-Unie:
  - Derde: 1957, 1958
- Olympische Spelen:
  - Zilver: 1956
- Europees kampioenschap: 2
  - Goud: 1957, 1959
- Spartakiade van de Volkeren van de USSR: 1
  - Winnaar: 1959
  - Tweede: 1956